# Bitwa pod Providien

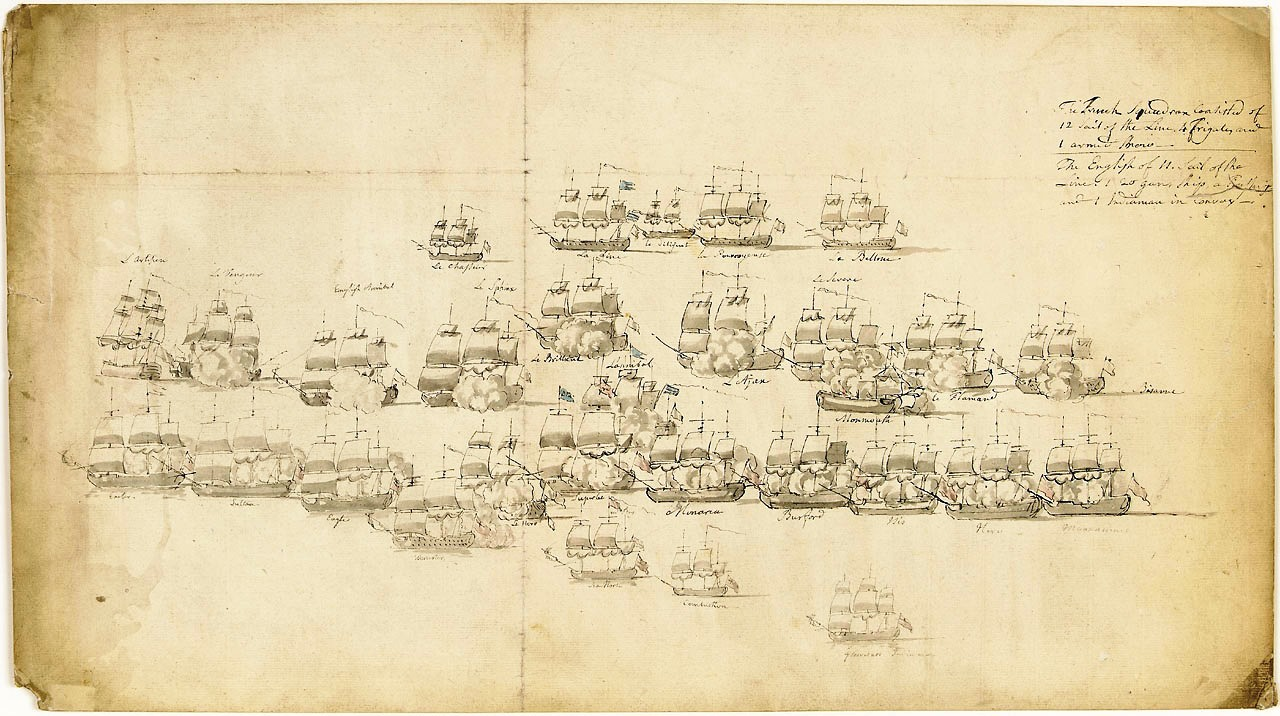
Szkic bitwy pod Provedien, widoczna zacięta walka w centrum szyku

Bitwa pod Providien – nierozstrzygnięte starcie zbrojne, które miało miejsce w roku 1782, drugie w serii starć na Oceanie Indyjskim między eskadrami admirałów Hughesa i Suffrena.
W marcu Hughes przewiózł posiłki z Madrasu do niedawno zdobytego Trincomalee. 30 marca dołączyły do niego dwa liniowce, wzmacniając jego flotyllę do 11 okrętów. Suffren, który 22 marca wysadził desant, by wspomóc oblężenie Cuddalore (które skapitulowało 4 kwietnia), wyszedł następnie na morze, mając nadzieję na przechwycenie brytyjskich okrętów płynących z Europy.
9 kwietnia obie eskadry spotkały się na morzu, na południe od Cejlonu; Hughes uważał za swoje główne zadanie wzmocnienie Trincomalee, nie dążył do bitwy, ani jej nie unikał, płynąc na północny wschód. 11 kwietnia zawrócił ku portowi, a 12 uformował linię bojową, uznając że francuska eskadra ma możliwość doścignięcia i uderzenia na jego tyłowe okręty. Suffren nakazał atak, a mając jeden okręt więcej, rozkazał, by ostatni liniowiec w szyku okrążył flotę brytyjską, biorąc ostatni liniowiec wroga w dwa ognie. Atak dowódcy w zdecydowany sposób wsparły tylko dwa inne okręty. W efekcie w centrum wywiązała się zażarta walka między dwoma okrętami  brytyjskimi a trzema francuskimi, w której obie strony poniosły ciężkie straty. Reszta okrętów francuskich podjęła mało skuteczną walkę z dystansu. Przed czwartą po południu, Hughes zmienił kurs, obawiając się nadmiernego zbliżenia do brzegu i Francuzi mieli szansę zdobycia poważnie uszkodzonego „Monmoutha”, który znalazł się między szykami flot, ale drugi liniowiec, „Hero”, zdołał go wziąć na hol. Pod wieczór obie eskadry zakotwiczyły i przystąpiły do napraw, które trwały tydzień. 19 kwietnia Francuzi spróbowali sprowokować Brytyjczyków do walki, a gdy to się nie udało, odpłynęli, by osłonić płynące z Europy konwoje. Hughes zaś popłynął do Trincomalee i pozostał tam do czerwca.

## Skład flot w bitwie pod Providien

### Eskadra brytyjska[1]
- „Superb”, 74 działa, Dunbar Maclellan, adm. Edward Hughes
- „Hero”, 74 działa, James Hawker
- „Sultan”, 74  działa, James Watt
- „Burford”, 70 dział, Peter Rainier
- „Monarca”, 70 dział, John Gell
- „Eagle”, 64 działa, Ambrose Reddall
- „Exeter”, 64 działa, Charles Hughes, kom. Richard King
- „Magnanime”, 64 działa, Charles Wolseley
- „Monmouth”, 64 działa, James Alms
- „Worcester”, 64 działa, George Talbot
- „Isis”, 50, dział, Thomas Charles Lumley

### Eskadra francuska[3]
- „Héros”, 74  działa, Suffren
- „Annibal”, 74  działa, de Tromelin
- „Orient, 74  działa, des Pallieres
- „Ajax”, 64  działa, Bouvet
- „Artésien”, 64  działa, Maurville
- „Brillant”, 64  działa, Saint-Felix
- „Bizarre”, 64  działa, de Lalandelle
- „Sévère”, 64  działa, Cillart
- „Sphinx”, 64  działa, du Chilleau
- „Vengeur”, 64  działa, Forbin
- „Flamand”, 50  działa, de Cuverville
- „Petit-Hannibal”, 50 dział, Morad du Galle

## Wynik
Brytyjczycy stracili 137 zabitych i 430 rannych, Francuzi, odpowiednio 137 i 357. Na okrętach flagowych Nelsona i Collingwooda pod Trafalgarem straty były mniejsze niż na brytyjskich okrętach w centrum szyku. Bitwa pozostała nierozstrzygnięta, głównie przez brak zdecydowania francuskich dowódców, którzy nie wsparli swego admirała.